# Mellantjärnen (Gillberga socken, Värmland)
Mellantjärnen är en sjö i Säffle kommun i Värmland och ingår i Göta älvs huvudavrinningsområde.